# War Master
War Master – trzeci album brytyjskiej grupy muzycznej Bolt Thrower. Wydawnictwo ukazało się 1 lipca 1991 roku nakładem wytwórni muzycznej Earache Records. Nagrania odbyły w Slaughterhouse Studios, które spłonęły dwa tygodnie później.

## Lista utworów
Opracowano na podstawie materiału źródłowego.
1. "Intro... Unleashed (Upon Mankind)" – 6:13
2. "What Dwells Within" – 4:18
3. "The Shreds of Sanity" – 3:26
4. "Profane Creation" – 5:32
5. "Destructive Infinity" – 4:14
6. "Final Revelation" – 3:55
7. "Cenotaph" – 4:03
8. "War Master" – 4:17
9. "Rebirth of Humanity" – 4:01
10. "Afterlife" – 5:59

## Twórcy
Opracowano na podstawie materiału źródłowego.

- Karl Willetts - śpiew
- Gavin Ward - gitara
- Barry Thompson - gitara
- Andrew Whale - perkusja
- Jo Bench - gitara basowa
- Colin Richardson - produkcja muzyczna
- Luton Sinfield - zdjęcia
- Pete Knifton, Ian Cooke - okładka, oprawa graficzna

## Wydania
| Rok  | Nr katalogowy | Nośnik      | Wytwórnia muzyczna | Region            | Źródło |
| ---- | ------------- | ----------- | ------------------ | ----------------- | ------ |
| 1991 | MOSH 29CD     | CD, Album   | Earache Records    | Wielka Brytania   | [ 4 ]  |
| 1991 | 88561-2028-4  | Cass, Album | Combat Records     | Stany Zjednoczone | [ 4 ]  |
| 1991 | MG 1187       | Cass, Album | MG Records         | Polska            | [ 4 ]  |
| 1991 | MOSH 29       | LP, Album   | Earache Records    | Wielka Brytania   | [ 4 ]  |
| 1995 | MOSH 29 CD    | CD, Album   | Earache Records    | Stany Zjednoczone | [ 4 ]  |